# Valdemar Mønster
Hans Peter Valdemar Mønster (24. januar 1822 i København – 13. december 1866 sammesteds) var en dansk officer, der tog initiativ til dannelsen af skytteforeninger i Danmark.
Hans fader, Hans Rosenqvist Mønster, var pakhusforvalter i København; moderen hed Jacobine Martine f. Colding. I 1846 kom han ind på Den Kongelige Militære Højskole, hvorved studierne afbrødes af krigen 1848-50, under hvilken han deltog i Fredericias forsvar og blev premierløjtnant i artilleriet 1853 (med anciennitet fra 1849). Han blev 1857 lærer ved underofficerselevskolen og 1858 kaptajn af 2. klasse samt kort efter skoleofficer ved Højskolen, i hvilken stilling han forblev til 1866, da han blev chef for 8. batteri; men allerede 13. december samme år gjorde en halssygdom ende på hans liv.
Under krigen 1864 var Mønster først chef for 5. Fæstningskompagni, der besatte Danevirkestillingens højre fløj. Under tilbagetoget derfra reddede han i alt 14 stykker skyts. Han gjorde derefter tjeneste i Fredericia og senere på Als, i det han deltog i slaget 29. juni, hvornæst han overtog befalingen over 10. batteri.
Mønster var en alvorlig og varmtfølende natur, hvem forsvarsvæsenets forsømte tilstand ved begyndelsen af 1861 lå stærkt på sinde. Han følte sig derfor tilskyndet til at indrykke en artikel i bladet Fædrelandet for 19. januar, hvori han under henvisning til engelske forhold stillede forslag til oprettelse af skytteforeninger her i landet, en plan, som Krigsministeriet straks tilsagde sin støtte. I februar samme år dannedes en centralkomité på 15 medlemmer for at sætte sagen i gang, og i denne blev Mønster forretningsfører. Sammen med rustmester Georg Christensen udfoldede han nu en betydelig virksomhed. Med regeringens understøttelse rejste han på skyttesagens vegne til Schweiz og benyttedes senere til at inspicere flere af de her hjemme oprettede skytteforeninger og de anskaffede rifler. Krigen 1864 bevirkede, at Mønster udtrådte af centralkomiteen, og dens sørgelige udfald gik ham så nær til hjerte, at han ikke genoptog sin virksomhed for skytteforeningerne. 1857 blev han Ridder af Dannebrog og 1864 Dannebrogsmand.
7. januar 1853 var Mønster blevet gift med Hansine Martine Spang, datter af sognepræst Peter Johannes Spang.
Han er begravet på Garnisons Kirkegård.